# Mont Ventoux

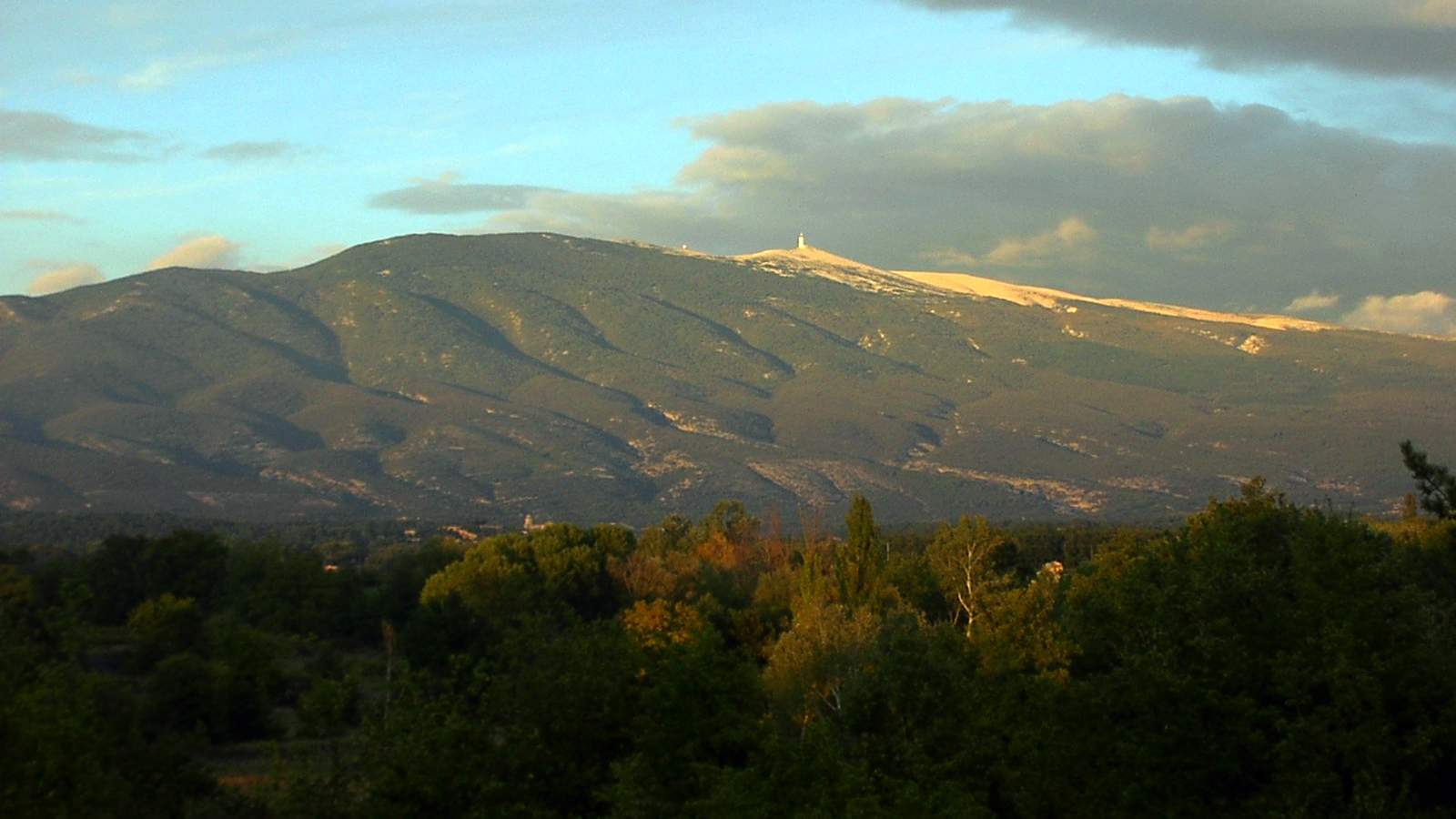
Vista desde el suroeste.

El Mont Ventoux es una montaña de la región de Provenza, en el sureste de Francia, a unos 20 kilómetros al noreste de Carpentras. En la vertiente norte, la montaña limita con el departamento de Drôme. Es con diferencia la montaña más alta de la región y se le ha dado el nombre de "gigante de la Provenza".
Como su propio nombre sugiere (ventoux significa 'ventoso' en francés), puede hacer mucho viento a la cima, especialmente con el mistral; se han registrado velocidades de hasta 320 km/h.[cita requerida] La carretera que pasa por la cima se cierra a menudo a causa de los fuertes vientos. Los auténticos orígenes del nombre vienen del siglo I o II de nuestra era, en la cual recibía el nombre de Vintur, en honor del dios galo de las cimas, o Ven-top', que quería decir "pico nevado" en el lenguaje de los galos. En el siglo X aparecen los nombres Mons Ventosus y Mons Ventorius.
El Mont Ventoux, aunque geológicamente forma parte de los Alpes, es considerado a menudo como una montaña separada de ellos, a causa de la falta de montañas de altura parecida en los alrededores. Se encuentra solo al oeste de la sierra de Luberon. La cima de la montaña está compuesta de piedra calcárea, sin ningún tipo de vegetación ni árboles. La caliza blanca de la cima hace que, desde lejos, dé la impresión de estar nevado todo el año (de hecho, solo hay nieve entre diciembre y abril). Su posición aislada en el valle del Ródano hace que domine la región entera, y se le puede ver desde una gran distancia en días claros. Por lo tanto, las vistas desde la cima son formidables.

## Historia
Petrarca escaló el Mont Ventoux en 1336, cosa que explicó en una carta a un amigo. Esta carta es considerada uno de los primeros productos del Renacimiento y el humanismo, ya que Petrarca hizo la ascensión inspirado por un pasaje de la Historia de Roma de Tito Livio. Petrarca es considerado el padre del alpinismo, ya que dijo que quería escalar el Mont Ventoux sólo para poder disfrutar de las vistas. Subió a la cima el día 26 de abril, junto con su hermano y dos personas más. Conocía bien la región ya que vivió en Aviñón entre 1333 y 1349.
En el siglo XV se construyó una capilla en la cumbre, dedicada a la Santa Cruz. En 1882 se construyó una estación meteorológica que ya no está en funcionamiento. En los años sesenta se instaló una torre de comunicaciones de 50 metros de altura.

## Flora y fauna

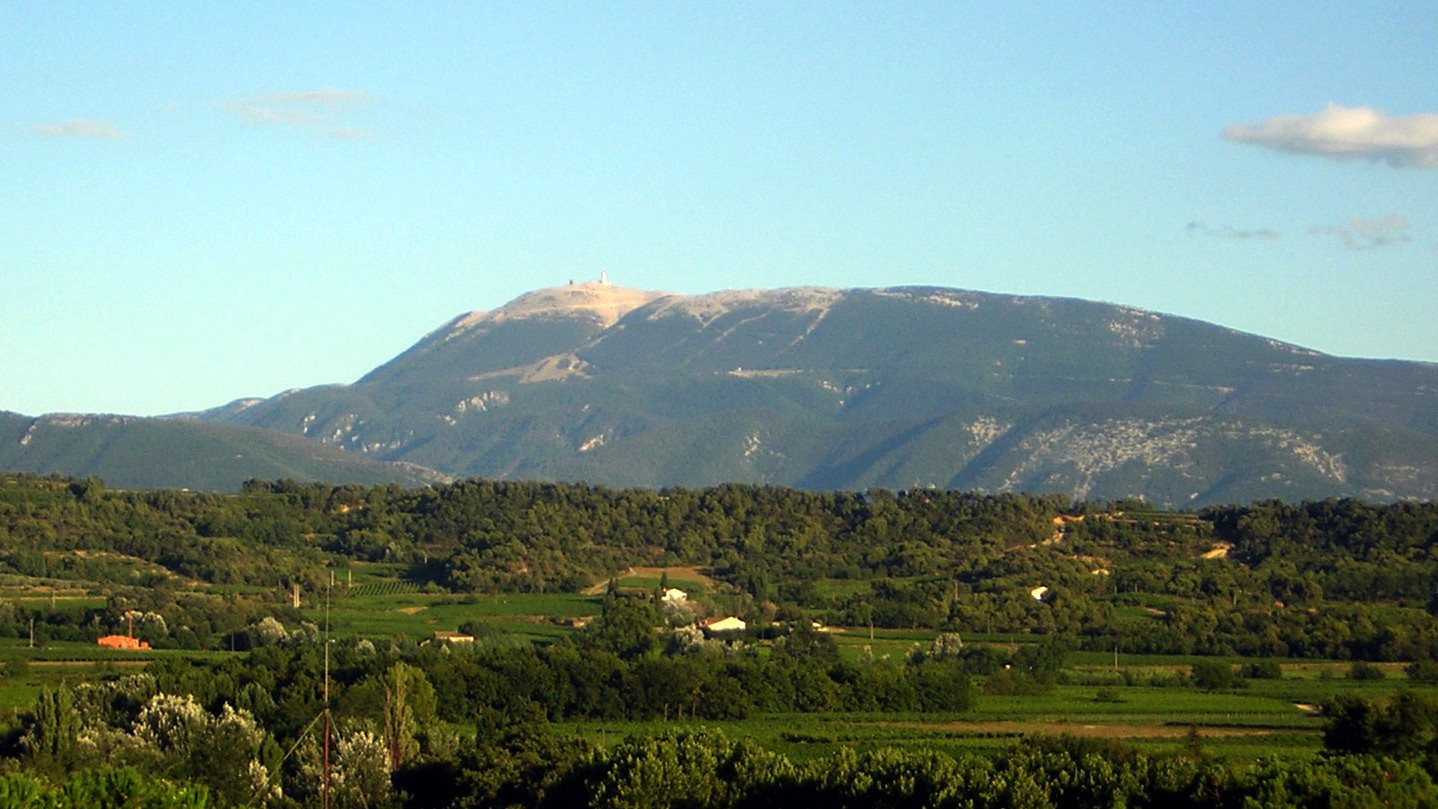
Vista del Mont Ventoux desde Mirabel-aux-Baronnies.

Aunque originalmente había vegetación, a partir del siglo XII los árboles de la montaña empezaron a talarse para satisfacer la demanda de los astilleros de Toulon. Algunas áreas han sido reforestadas desde 1860 con una variedad de árboles caducifolios (como encinas y hayas) y de coníferas, como el cedro del Atlas o el alerce. A un poco más de altura, son comunes los Juniperus.
La montaña comprende el límite de especies o ecotono entre la flora y la fauna del norte y el sur de Francia. Algunas especies, entre las que se encuentran diversos tipos de arañas y mariposas, solo viven en el Mont Ventoux. Es un buen lugar para ver el águila culebrera.
Sus cualidades biológicas fueron reconocidas por la Unesco en 1990, cuando se creó la Réserve de Biosphère du Mont Ventoux, que protege una zona de 810 kilómetros cuadrados en la montaña y a sus alrededores.

## Carreras ciclistas
La ascensión del Mont Ventoux en bicicleta se puede hacer por tres carreteras.
- Por la vertiente sur, desde Bédoin; 1610 metros de desnivel en 22 km de distancia. Esta es la ascensión más difícil y famosa. La carretera que llega a la cima tiene una pendiente media del 7,6 %. La subida es fácil hasta Saint-Estève, pero los 16 kilómetros restantes tienen una pendiente media del 10 %. En los últimos kilómetros hay ráfagas violentas de viento. Un aficionado bien entrenado puede hacer esta ascensión en 2 o 3 horas, mientras que los profesionales tardan 1 o 1,5 horas. La subida más rápida fue realizada por el ciclista vasco Iban Mayo en el Dauphiné Libéré de 2004, con un tiempo de 55'51".
- Por la vertiente norte, desde Malaucène; 1570 metros de desnivel en 21 km de distancia. Un poco más fácil que la subida desde Bédoin, y más protegida del viento.
- Por la vertiente este, desde Sault; 1220 metros de desnivel en 26 km de distancia. Después del Chalet Reynard (donde empieza el "paisaje lunar" de la cima), la subida es la misma que la de la vertiente sur. Pendiente media del 4,4 %.

Cada año se hacen carreras de aficionados en las que se intenta escalar la montaña tan rápidamente y tantas veces como sea posible en 24 horas. El 16 de mayo de 2006, el ciclista Jean-Pascal Roux rompió el récord, subiendo once veces la montaña, todas desde Bédoin.

### Tour de Francia

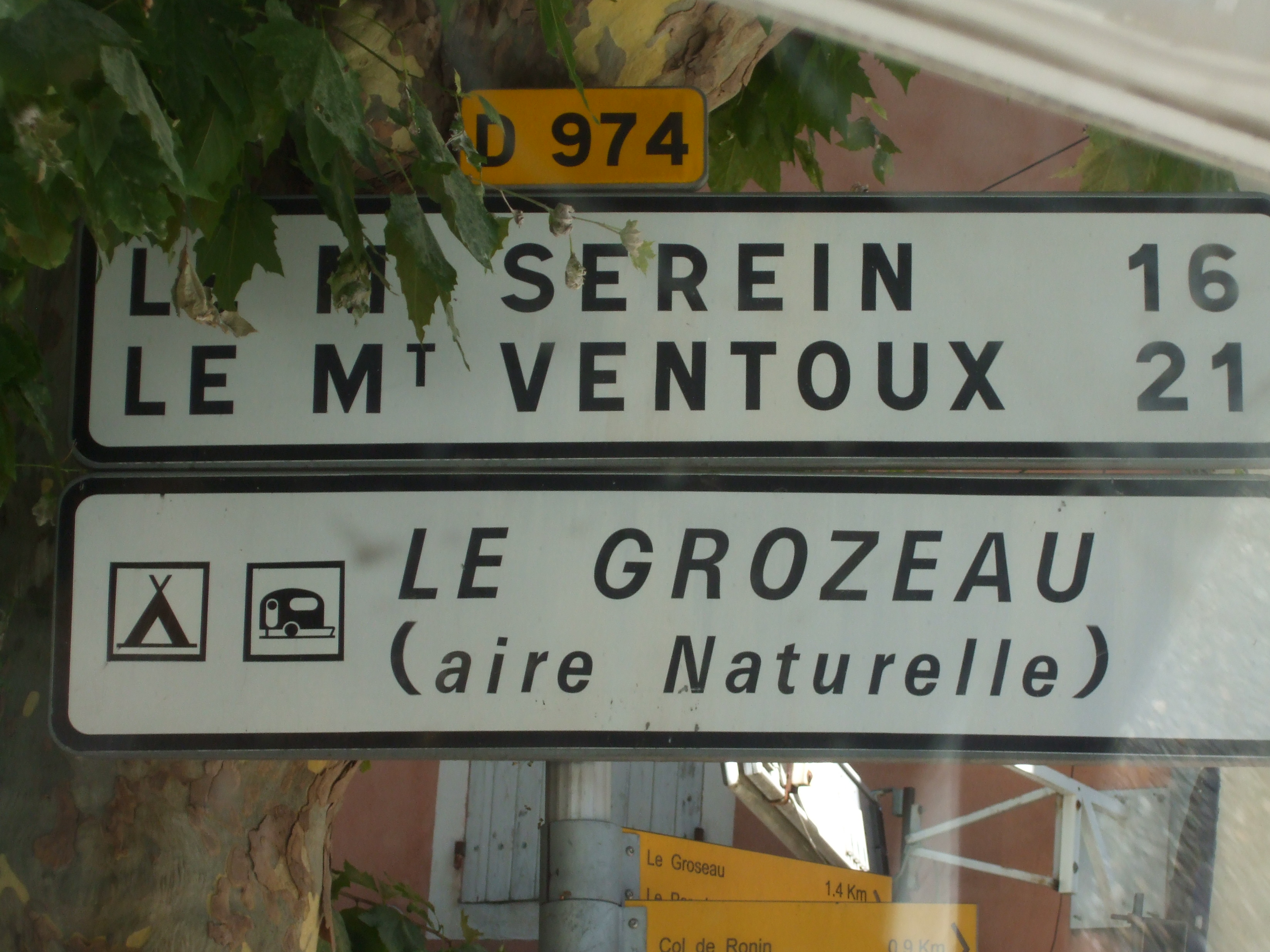
Cartel indicativo del Mont Ventoux

El Mont Ventoux se ha convertido en legendario por ser una de las ascensiones más duras del Tour de Francia, que ha pasado por la cima un total de 19 veces desde 1951. En 15 ocasiones, la ascensión se hizo por la vertiente sur desde Bédoin, mientras que las vertientes norte y este completan la lista con 2 ascensiones cada una. La reputación del Mont Ventoux como cima mítica del Tour atrae a cicloturistas de todo el mundo cada verano.
La montaña llegó a las portadas de los diarios cuando murió allí el ciclista inglés Tom Simpson el 13 de julio de 1967, por culpa de una combinación de anfetaminas, alcohol e hipertermia. Empezó a hacer eses con la bicicleta antes de caerse. Estaba delirando y pidió al público que lo volvieran a subir a la bicicleta, y continuó hasta unos 800 metros de la cima, donde cayó muerto. En su maillot y en su sangre se encontraron anfetaminas. Hay un monumento a Tom Simpson cerca de la cumbre, que se ha convertido en un sitio de peregrinación para aficionados del ciclismo de todo el mundo, que suelen dejar recuerdos en señal de respeto. En 1970, Eddy Merckx ganó la etapa que acababa en el Mont Ventoux, pero necesitó oxígeno al acabarla. En 2002, en el Tour de Francia, ganó la etapa el francés Richard Virenque. Después, el ruso Denis Menchov la ganó en el Dauphiné Libéré de 2006. El último ganador español en el Mont Ventoux, en el Tour de Francia de 2009, fue Juan Manuel Gárate. En 2013, cumpliéndose la edición centenaria del Tour de Francia, el ciclista británico Chris Froome se impuso con autoridad en la cima. En 2021, en celebración del 70 aniversario de la primera ascensión, la etapa del Mont Ventoux fue pionera al incluir dos ascensiones, la primera por la vertiente este y la segunda por la más habitual vertiente sur, con los ciclistas Julian Alaphilippe y Wout van Aert coronando la cima en primera posición en cada una de ellas.
La ascensión más rápida corresponde al esloveno Tadej Pogačar, con un tiempo de 54 min 30 s en una etapa disputada en el Tour de Francia 2025 el 22 de julio de 2025.

#### Ganadores en la cima del Mont Ventoux en etapas del Tour de Francia

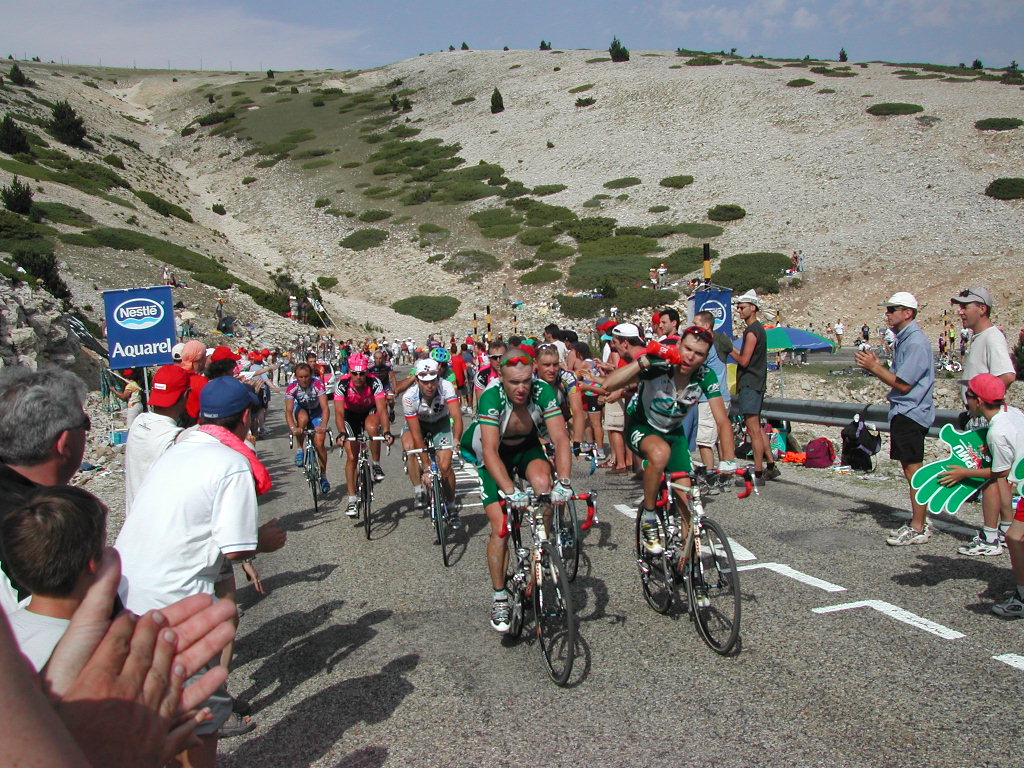
El pelotón ascendiéndolo en el Tour de Francia 2002.

| País        | Ciclista               | Año  |
| ----------- | ---------------------- | ---- |
| Francia     | Lucien Lazarides       | 1951 |
| Francia     | Jean Robic             | 1952 |
| Francia     | Louison Bobet          | 1955 |
| Luxemburgo  | Charly Gaul            | 1958 |
| Francia     | Raymond Poulidor       | 1965 |
| España      | Julio Jiménez Muñoz    | 1967 |
| Bélgica     | Eddy Merckx            | 1970 |
| Francia     | Bernard Thévenet       | 1972 |
| España      | Gonzalo Aja            | 1974 |
| Francia     | Jean-François Bernard  | 1987 |
| Italia      | Eros Poli              | 1994 |
| Italia      | Marco Pantani          | 2000 |
| Francia     | Richard Virenque       | 2002 |
| España      | Juan Manuel Gárate     | 2009 |
| Reino Unido | Chris Froome           | 2013 |
| Bélgica     | Thomas de Gendt        | 2016 |
| Francia     | Julian Alaphilippe     | 2021 |
| Bélgica     | Wout van Aert          | 2021 |
| Francia     | Valentin Paret-Peintre | 2025 |

#### Mont Ventoux Dénivelé Challenge
En el año 2019 se dio inicio a la carrera ciclista profesional de un día llamada Mont Ventoux Dénivelé Challenge. Esta carrera realizada en el mes de junio, ha sido considerada para ciclistas escaladores que buscan la gloria en la mítica cima. La ruta de la carrera profesional incluye 173 kilómetros con 4100 metros de desnivel, donde además se pasa por los puertos de La Peyronnière, Aires, l’Homme Mort, Gordes, Trois Termes, Blauvac, y por supuesto, la ascensión al Mont Ventoux, con sus interminables y durísimos diez kilómetros de paisajes lunares.